# Pijao (Quindío)
Pijao is een gemeente in het Colombiaanse departement Quindío. De gemeente telt 6421 inwoners (2005). De gemeente werd in 1912 gesticht in een gebied dat bewoond werd door het inheemse volk de pijaos. De belangrijkste economische sectoren van Pijao zijn de koffieteelt, de mijnbouw (met name goud) en de teelt van andere landbouwproducten als suikerriet, lulo, frambozen en aardappelen. De gemeente maakt deel uit van de Eje Cafetero en is gelegen in de Cordillera Central, met grote hoogteverschillen binnen de gemeentegrenzen.
Armenia · Buenavista · Calarcá · Circasia · Córdoba · La Tebaida · Montenegro · Filandia · Génova · Pijao · Salento · Quimbaya